# Ethniki Odos 89
Die Ethniki Odos 89 (griechisch Εθνική Οδός 89 ‚Nationalstraße 89‘) ist eine Straßenverbindung in Griechenland. Sie verbindet Gerakas nordöstlich von Athen mit dem Kap Sounion. Ein Ausbau zur Autobahn Aftokinitodromos 61 ist geplant.

## Verlauf
Die Straße zweigt in Stavros im Westen von Gerakas (Γέρακας) von der Ethniki Odos 54 nach Südosten ab, verläuft zunächst als Lambiou-Straße parallel zur Autobahn Aftokinitodromos 62 und nach deren Querung aan Peania vorbei und durch Koropi nach Markopoulo (Μαρκόπουλο), an dessen Westrand sie auf die Autobahn A 6 fortsetzende Schnellstraße trifft und diese nach Südsüdosten an Keratea vorbei fortsetzt. In Lavrio (Λαύριο) erreicht sie das Ostufer der Halbinsel. Von dort folgt sie der Küste bis Kap Sounion, wo sie in die von Athen kommend der Attischen Riviera folgenden Ethniki Odos 91 übergeht.